# Gestalt
 Der er for få eller ingen kildehenvisninger i denne artikel, hvilket er et problem. Du kan hjælpe ved at angive troværdige kilder til de påstande, som fremføres i artiklen.

En gestalt er inden for semiotikken en betegnelse for et kompleks af egenskaber, der optræder sammen, og som er mere grundlæggende for menneskelig erfaring end deres optræden hver for sig. For eksempel vil det at dække bordet være en gestalt, en sammensat handling, der kræver mange sætninger for at beskrives nøjagtigt:
Man udsøger bestemte glas , tallerkener og bestik i forskellige skabe og hylder; man transporterer dem i hænderne eller på en bakke eller et stativ, enkeltvis eller samlet, hen til spisebordet; man stiller dem op i en formaliseret rækkefølge i et særligt mønster, som måske indebærer, at tallerknerne placeres nærmest bordkanten, knivene til højre for de enkelte tallerkner og gaflerne til venstre for dem, glassene foran tallerkenerne, osv.
Nogle gestalter er almenmenneskelige, mens mange er kulturafhængige, og de vil derfor uvægerligt komme til at volde problemer ved oversættelser mellem sprogsamfund, der står hinanden fjernt. Gestalter er netop kendetegnet af, at de er tillærte inden for en bestemt gruppe mennesker. En gestalts fulde omfang af konnotationer kan næppe rummes af en almindelig ordbog.
| Sprog | Spire Denne artikel om sprog er en spire som bør udbygges. Du er velkommen til at hjælpe Wikipedia ved at udvide den. |

| filosofi | Spire Denne filosofiartikel er en spire som bør udbygges. Du er velkommen til at hjælpe Wikipedia ved at udvide den. |